# Alexander Mountbatten, 1. Marquess of Carisbrooke

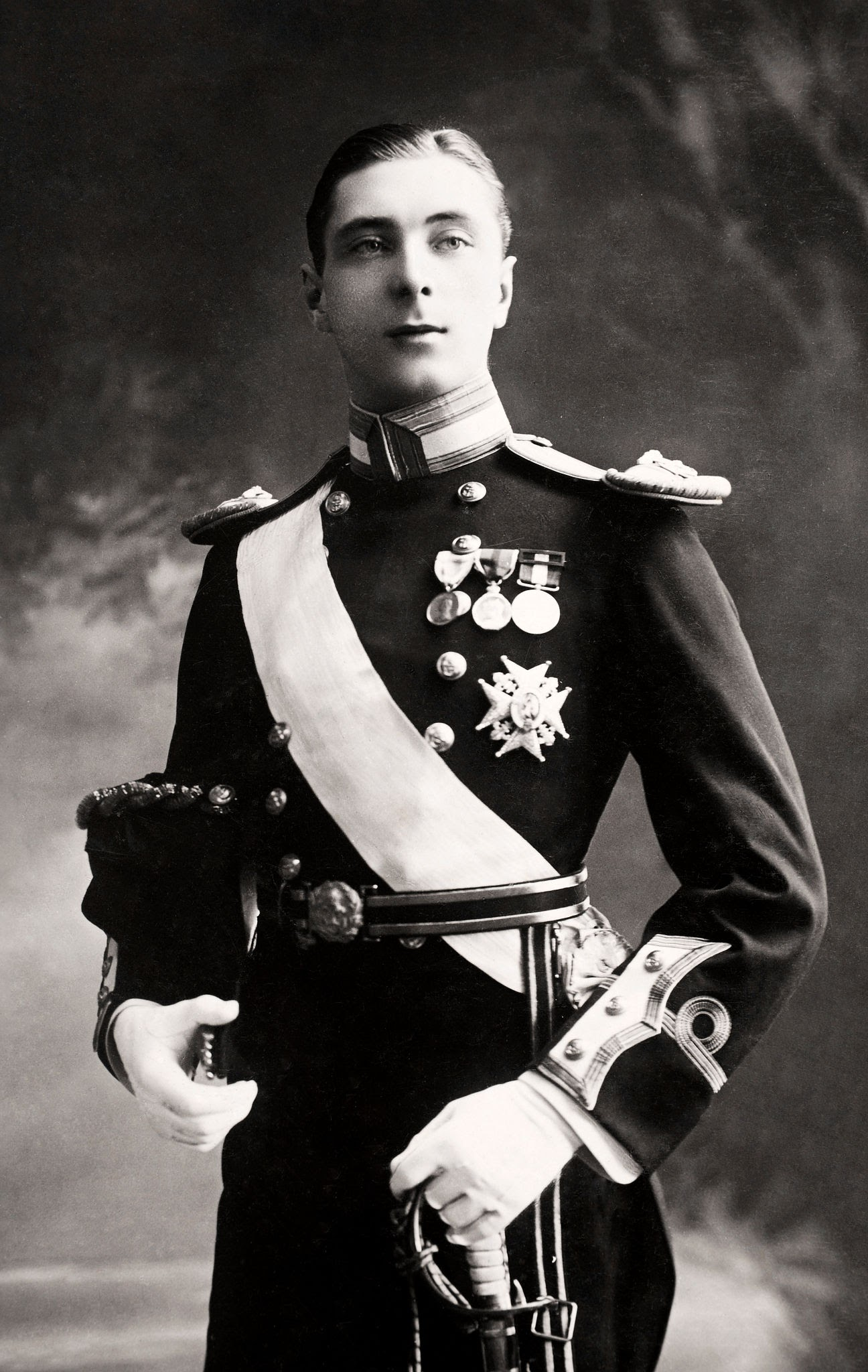
Prince Alexander of Battenberg, um 1905

Alexander Albert Victor Mountbatten, 1. Marquess of Carisbrooke, GCB, GCVO, GCStJ (* 23. November 1886 in Windsor Castle, Berkshire als Prince Alexander Albert Victor of Battenberg; † 23. Februar 1960 im Kensington Palace, London) war ein britischer Offizier der Royal Navy, Mitglied des hessischen Adelsgeschlechtes Battenberg und Enkel von Königin Victoria.

## Herkunft und Kindheit

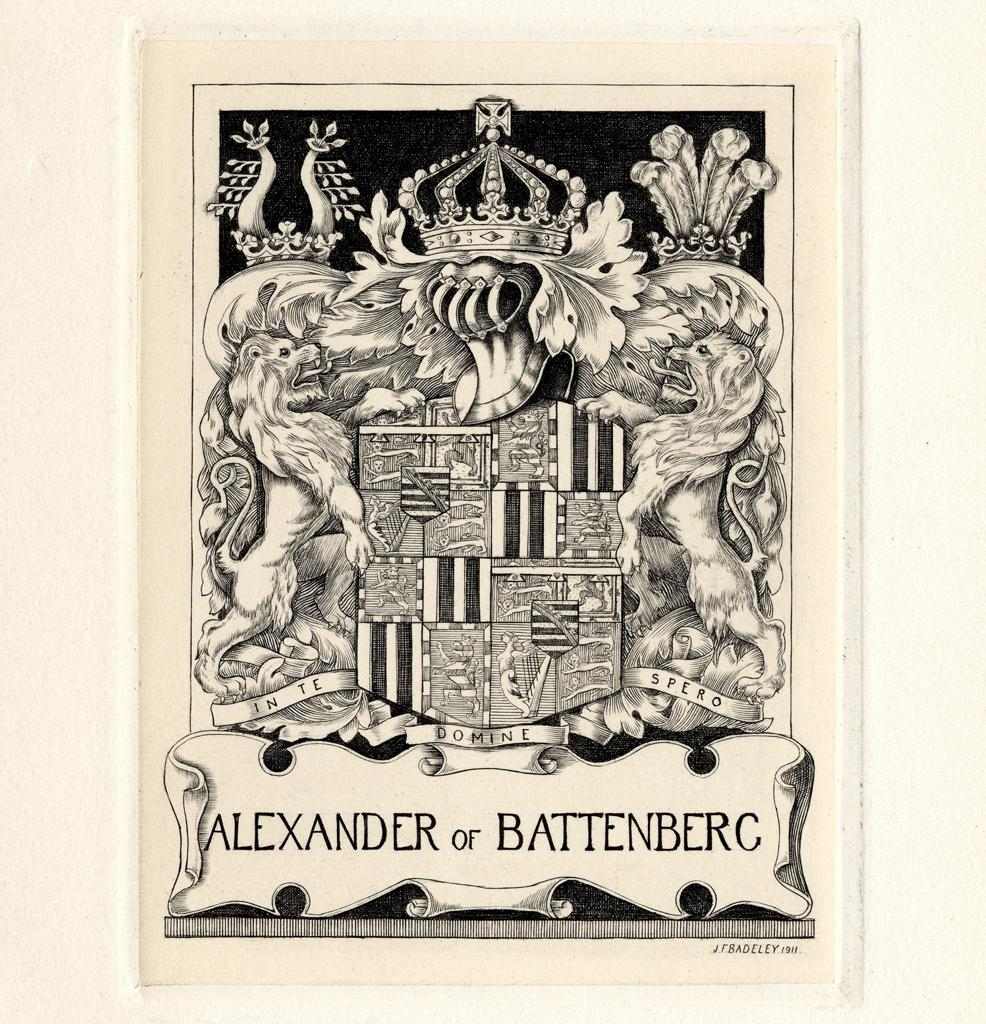
Exlibris von Henry Badeley, welches das Wappen zeigt, welches Alexander als Mitglied der Familie Battenberg bis 1917 verwendete

Sein Vater war Heinrich Moritz von Battenberg, Sohn von Alexander von Hessen-Darmstadt und Julia Hauke. Seine Mutter war Beatrice von Großbritannien und Irland, die fünfte Tochter und das jüngste Kind von Königin Victoria und Albert von Sachsen-Coburg und Gotha. Prinz Alexander wurde am Wellington College und am Britannia Royal Naval College ausgebildet.
Prinz Heinrich von Battenberg war das Kind einer morganatischen Ehe. Daher stammte sein Name von seiner Mutter, die eine Prinzessin von Battenberg war. Die Anrede von Alexander lautete His Serene Highness Prince Alexander of Battenberg, da aufgrund der morganatischen Ehe die Anrede Großherzogliche Hoheit nicht in Betracht kam. Drei Monate nach seiner Geburt, am 13. Dezember, legte seine Großmutter Königin Victoria durch eine Royal Warrant fest, dass er als His Highness anzureden sei.

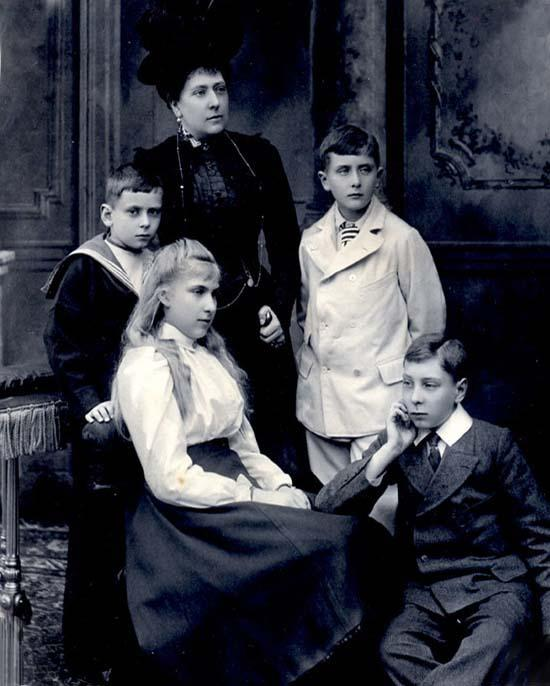
Alexander (rechts sitzend) mit seiner Mutter und seinen Geschwistern, 1900

Er wurde am 18. Dezember 1886 im White Drawing Room von Windsor Castle getauft. Seine Paten waren Königin Victoria (seine Großmutter mütterlicherseits), Alexander von Hessen-Darmstadt (sein Großvater väterlicherseits), Eduard, Prince of Wales (sein Onkel), Fürst Alexander von Battenberg (sein Onkel) sowie Irene von Hessen-Darmstadt und Louise of Wales (seine Cousinen mütterlicherseits).
Alexander, innerhalb der Familie Drino gerufen, wuchs mit seinen jüngeren Geschwistern Victoria Eugénie, Leopold und Maurice im Kensington Palace in London auf. 1896 verlor Alexander seinen Vater, nachdem dieser im Gebiet von Aschanti im heutigen Ghana an einer Expedition teilgenommen hatte, daraufhin an Malaria erkrankte und in Sierra Leone verstarb. Seine Erziehung und die seiner Geschwister oblag in den frühen Kindheitsjahren mehrerer Hauslehrer und Gouvernanten.
Alexander war Schwager von Alfonso XIII. von Spanien, da dieser 1906 seine Schwester Prinzessin Victoria Eugénie heiratete. Der jüngste Bruder Maurice fiel 1914 in den ersten Kriegstagen in Belgien, Bruder Leopold, der an Hämophilie litt, starb 1922 infolge einer Hüftoperation.

## Militärdienst und Ehrungen

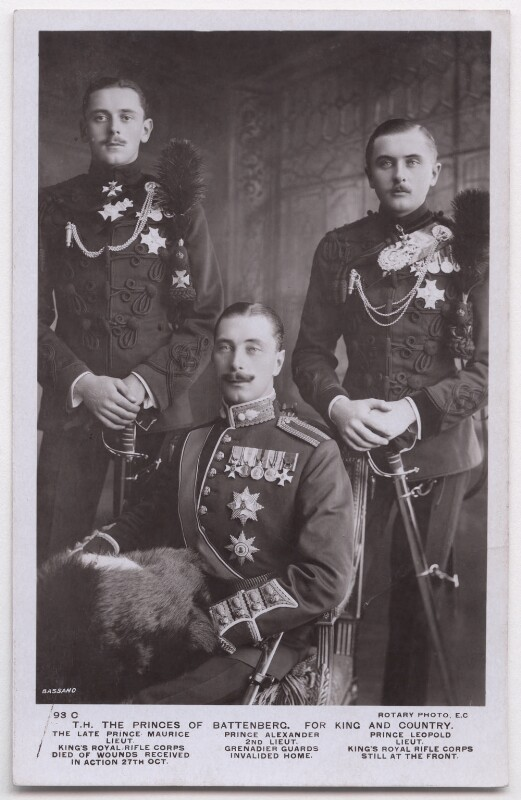
Prinz Alexander von Battenberg (sitzend) mit seinen Brüdern Maurice (links) und Leopold, 1914

Prinz Alexander bestand im März 1902 die Eignungsprüfung zum Service Cadet in der Royal Navy und trat am 8. Mai 1902 den Dienst in Dartmouth auf dem Kadettenausbildungsschiff HMS Britannia an. Er diente bis 1908 bei der Royal Navy und erreichte den Rang eines Lieutenant. 1910 trat er, wie später seine Cousins David Mountbatten Marquess of Milford Haven und Philip, Duke of Edinburgh, dem Castaways’ Club, einem Dining Club von ehemaligen Navy Offizieren bei.
1909 wechselte er zur British Army und wurde am 4. August 1909 zum Second Lieutenant bei Grenadier Guards ernannt. Am 22. November 1911 wurde der Rang bestätigt und am 15. August 1913 wurde er zum Lieutenant befördert. Er wurde zum Stab abgeordnet und fungierte dort ab 10. April 1915 als Extra-Aide-de-camp. Im selben Jahr wurde er zum Captain befördert.
1910 wurde er zum Knight Commander des Royal Victorian Order geschlagen und 1911 zum Knight Grand Cross desselben Ordens erhoben. Am 1. Juni 1917 erhielt er den russischen Orden des Heiligen Wladimir, 4. Klasse mit Schwertern, für herausragen Verdienste um die alliierte Sache. Am 19. Juni 1919 wurde er außer Dienst gestellt und der General Reserve of Officers im Rang Captain mit Dienstantritt am 15. Juli 1915. Er erhielt mehrere ausländische Orden: Großkreuz des Orden Karls III. (Spanien), Leopoldsorden mit Schwerter (Belgien), Alexander-Newski-Orden (Russland), Marineverdienstorden vierter Klasse (Spanien), Nil-Orden (Ägypten), Orden der Krone von Rumänien (Rumänien) und Croix de guerre mit Palmen (Frankreich). 1927 wurde er zum Knight Grand Cross des Order of the Bath geschlagen.
Während des Zweiten Weltkriegs trat er, obwohl schon Mitte 50, der Royal Air Force bei und wurde am 6. Juni 1941 zum Acting Pilot Officer ernannt. Am 6. August 1941 wurde er zum Pilot Officer ernannt und am 6. Juni 1942 bestätigt. Am 6. August 1942 wurde er zum Flying Officer befördert. Während des Krieges war er Stabsoffizier bei Air Chief Marshal Sir Trafford Leigh-Mallory. Am 21. Mai 1945 schied er aus dem aktiven Dienst aus und wurde im Rang eines Flight Lieutenant in den Ruhestand versetzt.

## Marquess of Carisbrooke

Wappen von Alexander Mountbatten ab 1917

Die antideutsche Stimmung während des Ersten Weltkrieges veranlasste George V., den Namen der Dynastie im Juli 1917 von Sachsen-Coburg und Gotha in Windsor zu ändern. Seine Verwandten rief er dazu auf, es ihm gleichzutun und auf alle deutschen Titel und Anreden zu verzichten.
Die Familie Battenberg gab am 14. Juli 1917 ihre Titel Prince and Princess of Battenberg und ihre Anreden Highness sowie Serene Highness auf. Aufgrund einer Royal Warrant nahmen sie zugleich den Familiennamen Mountbatten an, eine Anglisierung von Battenberg. Ihm verblieb seine britische Ritterwürde des Royal Victorian Order, somit wurde aus Prinz Alexander „Sir“ Alexander Mountbatten. Vier Tage später, am Vorabend seiner Hochzeit, gab König Georg V. am 18. Juli 1917 bekannt, dass er Alexander die erblichen Peerstitel Marquess of Carisbrooke, Earl of Berkhamsted und Viscount Launceston verleihe. Die Ernennungsurkunde wurde schließlich am 7. November 1917 amtlich ausgefertigt.
In den 1930ern widmete ihm der Autor Edward Frederic Benson zwei Romane, Mapp and Lucia und Lucia’s Progress.

## Heirat
Am 19. Juli 1917 heiratete er Lady Irene Denison (4. Juli 1890–16. Juli 1956), die einzige Tochter von William Francis Henry Denison, 2. Earl of Londesborough und Lady Grace Adelaide Fane, in der Chapel Royal im St James’s Palace. Sie hatten eine Tochter:
- Lady Iris Victoria Beatrice Grace Mountbatten (13. Januar 1920–1. September 1982), ⚭ (1) 1941–1946 Hamilton Joseph Keyes O’Malley (1910–1989), ⚭ (2) 1957–1957 Michael Neely Bryan (1916–1972), ⚭ (3) 1965 William Alexander Kemp (1921–1991).

Laut den veröffentlichten Tagebüchern von Sir Cecil Beaton hatte Mountbatten einen langjährigen männlichen Liebhaber, Simon Fleet.

## Späte Karriere
Mountbatten, der keine staatlichen Zulagen erhielt, war das erste Mitglied der Königsfamilie, das in der freien Wirtschaft arbeitete. Er arbeitete anfangs bei Lazard Brothers, später bei einer Hausverwaltung, wo er die soziale Arbeit der Mieter kontrollierte. Danach wurde er Direktor bei Lever Brothers und weiteren Unternehmen.

## Tod

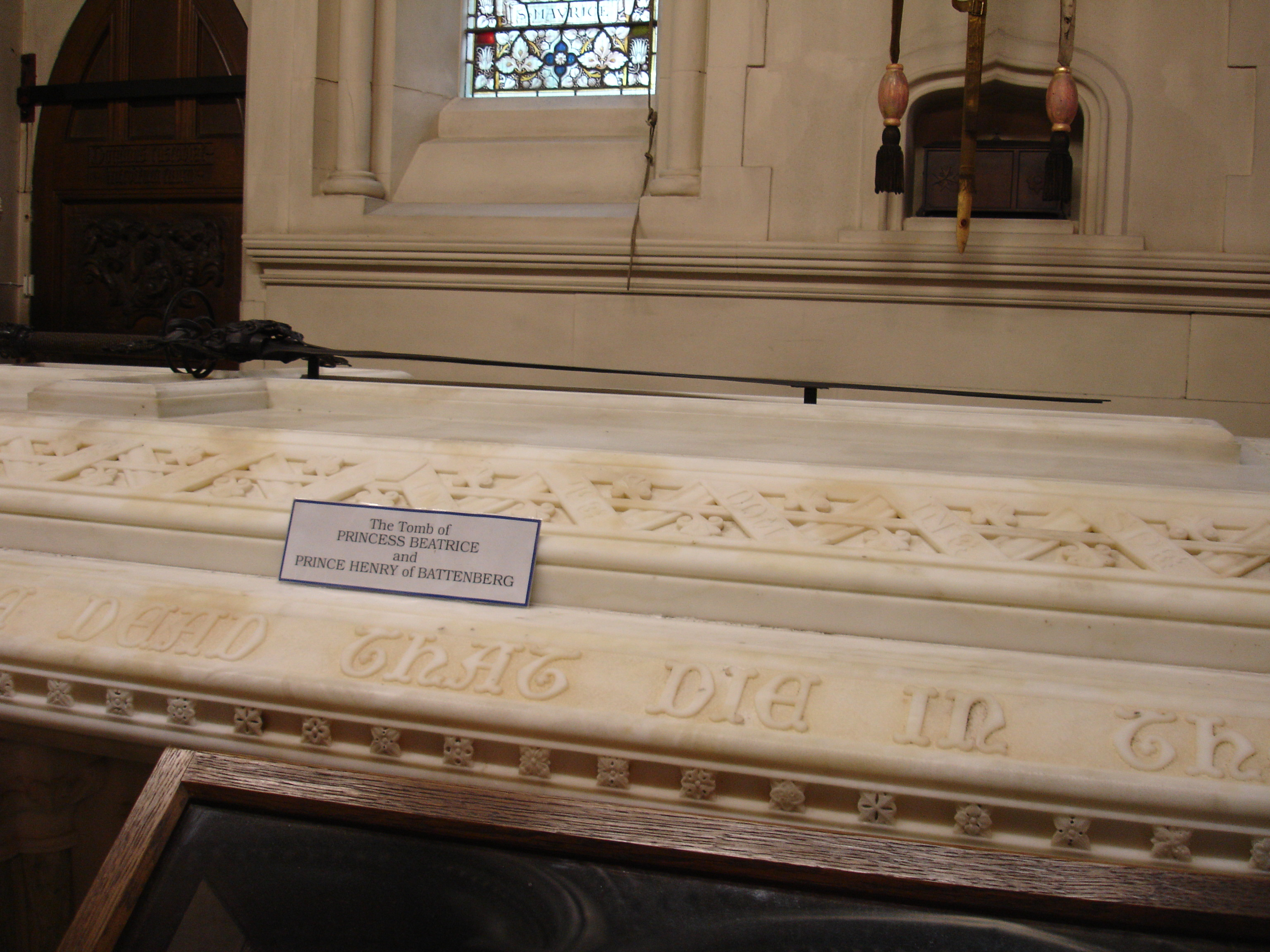
Grab von Prinzessin Beatrice und Prinz Heinrich von Battenberg, mit der Asche von Alexander Mountbatten, 1. Marquess Carisbrooke, in der Wand darüber.

Mountbatten starb 1960 im Kensington Palace. Sein Asche wurde in der Battenberg Chapel in der St. Mildred’s Church, Whippingham auf der Isle of Wight bestattet. Seine Titel erloschen, da er keinen Sohn hatte, nach seinem Tod.

## Anreden (Style)
- 23. November 1886–13. Dezember 1886: His Serene Highness Prince Alexander of Battenberg
- 13. Dezember 1886–1917: His Highness Prince Alexander of Battenberg
- 1917: Sir Alexander Mountbatten
- 1917–1960: The Most Hon The Marquess of Carisbrooke

## Abstammung
| Ahnentafel Alexander Mountbatten                              | Ahnentafel Alexander Mountbatten                                                | Ahnentafel Alexander Mountbatten                                                | Ahnentafel Alexander Mountbatten                                                | Ahnentafel Alexander Mountbatten                                                | Ahnentafel Alexander Mountbatten                                                          | Ahnentafel Alexander Mountbatten                                                          | Ahnentafel Alexander Mountbatten                                                                   | Ahnentafel Alexander Mountbatten                                                                   |
| ------------------------------------------------------------- | ------------------------------------------------------------------------------- | ------------------------------------------------------------------------------- | ------------------------------------------------------------------------------- | ------------------------------------------------------------------------------- | ----------------------------------------------------------------------------------------- | ----------------------------------------------------------------------------------------- | -------------------------------------------------------------------------------------------------- | -------------------------------------------------------------------------------------------------- |
| Urgroßeltern                                                  | Großherzog Ludwig II. von Hessen-Darmstadt Prinzessin Wilhelmine von Baden      | Großherzog Ludwig II. von Hessen-Darmstadt Prinzessin Wilhelmine von Baden      | Hans Moritz Hauke Sophie Lafontaine                                             | Hans Moritz Hauke Sophie Lafontaine                                             | Herzog Ernst I. von Sachsen-Coburg und Gotha Prinzessin Luise von Sachsen-Gotha-Altenburg | Herzog Ernst I. von Sachsen-Coburg und Gotha Prinzessin Luise von Sachsen-Gotha-Altenburg | Prinz Edward Augustus, Duke of Kent and Strathearn Prinzessin Victoire von Sachsen-Coburg-Saalfeld | Prinz Edward Augustus, Duke of Kent and Strathearn Prinzessin Victoire von Sachsen-Coburg-Saalfeld |
| Großeltern                                                    | Prinz Alexander von Hessen-Darmstadt Gräfin Julia Hauke                         | Prinz Alexander von Hessen-Darmstadt Gräfin Julia Hauke                         | Prinz Alexander von Hessen-Darmstadt Gräfin Julia Hauke                         | Prinz Alexander von Hessen-Darmstadt Gräfin Julia Hauke                         | Prinz Albert von Sachsen-Coburg und Gotha Königin Victoria                                | Prinz Albert von Sachsen-Coburg und Gotha Königin Victoria                                | Prinz Albert von Sachsen-Coburg und Gotha Königin Victoria                                         | Prinz Albert von Sachsen-Coburg und Gotha Königin Victoria                                         |
| Eltern                                                        | Prinz Heinrich von Battenberg Prinzessin Beatrice von Großbritannien und Irland | Prinz Heinrich von Battenberg Prinzessin Beatrice von Großbritannien und Irland | Prinz Heinrich von Battenberg Prinzessin Beatrice von Großbritannien und Irland | Prinz Heinrich von Battenberg Prinzessin Beatrice von Großbritannien und Irland | Prinz Heinrich von Battenberg Prinzessin Beatrice von Großbritannien und Irland           | Prinz Heinrich von Battenberg Prinzessin Beatrice von Großbritannien und Irland           | Prinz Heinrich von Battenberg Prinzessin Beatrice von Großbritannien und Irland                    | Prinz Heinrich von Battenberg Prinzessin Beatrice von Großbritannien und Irland                    |
| Alexander Mountbatten, 1. Marquess of Carisbrooke (1886–1960) |                                                                                 |                                                                                 |                                                                                 |                                                                                 |                                                                                           |                                                                                           | | |